# Loveridgelaps elapoides
Loveridgelaps elapoides är en ormart som beskrevs av Boulenger 1890. Loveridgelaps elapoides är ensam i släktet Loveridgelaps som ingår familjen giftsnokar. Inga underarter finns listade i Catalogue of Life.
Arten är med en längd av cirka 80 cm en medelstor orm. Den förekommer på Salomonöarna och vistas där i skogar, ofta nära vattendrag. Loveridgelaps elapoides jagar groddjur och andra kräldjur. Djuret har svarta och vita band på kroppen.